# Pterula campoi
Pterula campoi är en svampart som beskrevs av Speg. 1921. Pterula campoi ingår i släktet Pterula och familjen mattsvampar.   Inga underarter finns listade i Catalogue of Life.